# Maria Ludwika d’Orléans
Maria Ludwika d'Orléans, fr. Marie Louise d'Orléans (ur. 27 marca 1662 w Paryżu, Francja, zm. 12 lutego 1689 w Madrycie, Hiszpania) – księżniczka orleańska, królowa Hiszpanii w latach 1679 – 1689.
Córka Filipa I, księcia Orleanu i jego pierwszej żony - Henrietty Anny Stuart. Jej dziadkami od strony ojca byli: Ludwik XIII i Anna Austriaczka, a ze strony matki - Karol I Stuart i Henrietty Marii.
Była pierwszą żoną Karola II Habsburga, króla Hiszpanii – ich ślub miał miejsce 19 listopada 1679, w Burgos. Nie mieli oni dzieci. 

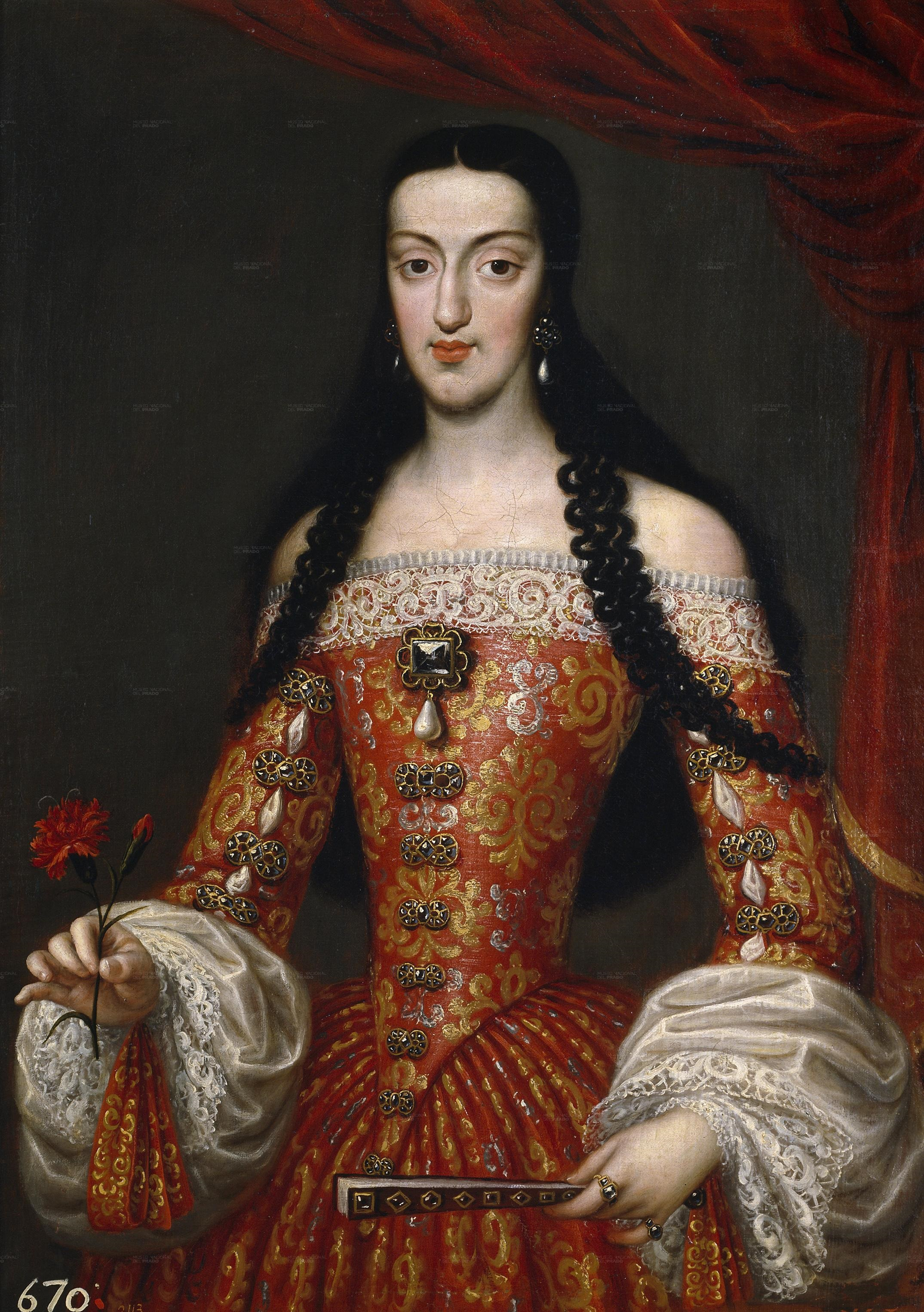
Królowa Maria Ludwika

Jej małżeństwo nie było szczęśliwe, Maria Ludwika znana była z wielkiej urody, a Karol II był skarłowaciały i niedorozwinięty - podobno małżeństwo nie zostało w ogóle skonsumowane. Królowa popadła w depresję i roztyła się. Brzydki i niedorozwinięty Karol jednak szybko się zakochał w swojej żonie i spełniał wszystkie jej zachcianki. Z czasem Maria Ludwika pogodziła się ze swoim losem i na swój sposób przywiązała do męża. Połączyła ich chęć posiadania potomstwa. Świadek w 1688 roku odnotował, że „król i królowa modlili się z taką gorliwością, że nawet kamienie stopiłyby się i przyłączyły do ich próśb do Boga o potomstwo”.
Zmarła podobno na zapalenie wyrostka robaczkowego, w wieku zaledwie 27 lat. W tym czasie pojawiły się też niepotwierdzone plotki, że została otruta przez królową Mariannę Habsburg – swoją teściową. Miała to być podobno kara za to, że Maria Ludwika nie urodziła żadnych następców tronu. Podobno na łożu śmierci Maria Ludwika powiedziała: „Wasza Królewska Mość pewnie będzie miał inne żony, ale nikt nie pokocha Was tak mocno jak ja”.
Po jej śmierci Karol II wpadł w depresję. Gdy pokazano mu portrety dwóch kandydatek na nową żonę, miał wskazać ma miniaturę Marii Ludwiki i powiedzieć: „Ta Pani była prawdziwie piękna”. Natychmiast Karol II musiał się ożenić ponownie i wreszcie jego drugą żoną została Maria Anna Neuburska (1667-1740).